# Micralarctia nivaria
Micralarctia nivaria är en fjärilsart som beskrevs av Max Bartel 1903. Micralarctia nivaria ingår i släktet Micralarctia och familjen björnspinnare. Inga underarter finns listade i Catalogue of Life.